# Lacuna turrita
Lacuna turrita — вид морских брюхоногих моллюсков из семейства литторины надсемейства Littorinoidea отряда Littorinimorpha.
Высота раковины до 13,2, диаметр до 7 мм. Её стенки довольно тонкие, оборотов 5—6. Окраска зеленоватая, зеленовато-желтоватая, каштановая или коричневая с двумя чёткими белыми спиральными полосками на плече последнего оборота и на основании. Вид обитает в Тихом океане, в западной и северной частях Японского моря, у северной половины острова Хонсю, у острова Хоккайдо, южных Курил, южного и юго-восточного Сахалина, а также у Шантарских островов. Встречается от средней части литорали до глубины 25 м. Живут в основном на слоевищах водорослей и листьях морских трав. Растительноядны. Размножаются с января по конец мая. Оплодотворение внутреннее. Кладки похожи на желтоватые округло-овальные лепешки на водной растительности. Пелагические личинки появляются с конца мая по июль. Оседают на растения и становятся молодыми улитками через 2—3 недели.